# Štefan Katušák
Štefan Katušák, slovaški rokometaš, * 26. oktober 1949, Poproč.
Leta 1976 je na poletnih olimpijskih igrah v Montrealu v sestavi češkoslovaške rokometne reprezentance osvojil sedmo mesto.